# Mala Loka, Trebnje
Mala Loka este o localitate din comuna Trebnje, Slovenia, cu o populație de 48 de locuitori.